# حادثه هوایی پیداده دی کاراتناگا بیچ‌کرفت کینگ ایر در ۲۰۲۱
حادثه هوایی پیداده دی کاراتناگا بیچ‌کرفت کینگ ایر در ۲۰۲۱ (به انگلیسی: 2021 Piedade de Caratinga Beechcraft King Air crash) یک پرواز از فرودگاه سانتا جنووا به فرودگاه اوباپورانگا در کشور برزیل بود که در این پرواز ۳ مسافر و ۲ خدمه از جمله خواننده مشهور برزیلی ماریلیا مندونسا بودند، در تاریخ ۵ نوامبر ۲۰۲۱ دچار سانحه شد و ۵ نفر جان باختند.